# Konstgräs

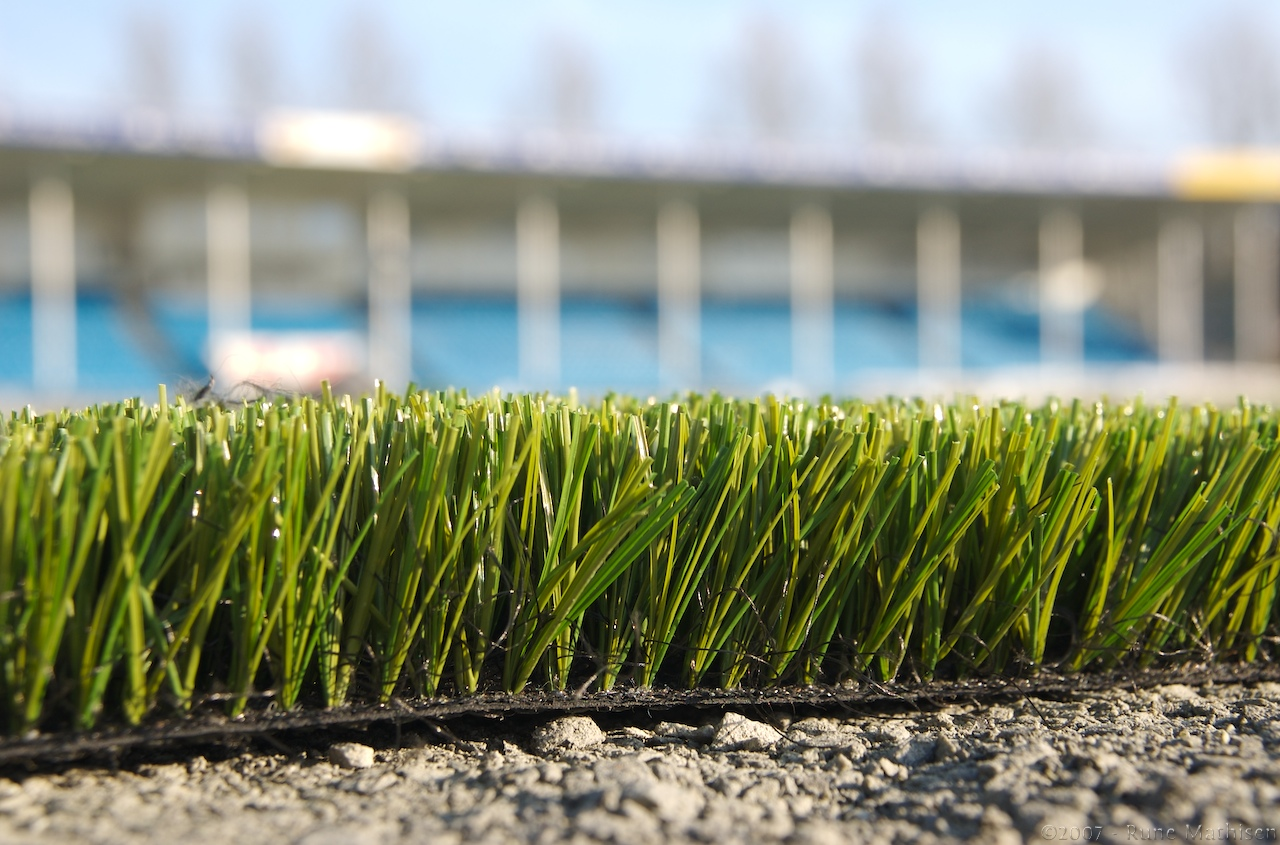
Sidovy av konstgräs.

Konstgräs är ett underlag för bland annat sportutövning. Vanligast idag är på fotbollsplaner, i amerikansk fotboll och baseboll samt på landhockeyplaner. Konstgräs förekommer även på golfbanor, tennisbanor och i andra anläggningar som trädgårdar, altaner, terrasser, lekplatser med mera. Fördelarna med konstgräs är bland annat att den kan användas dagligen, oberoende av väderlek och årstid; planen kan även nyttjas under ett större antal timmar per dag i jämförelse med en naturgräsplan.
AstroTurf var den första generationens konstgräs och lanserades 1965. Ursprungligen fanns det bara ett sätt att tillverka konstgräs. Tillverkningsmetoden gör att produkten blir ett så kallat splitfibergräs. Materialet är polypropylen och gräset dressas normalt med en blandning av specialsand och gummigranulat. Granulatet består av antingen naturgummi eller finhackade begagnade traktor- och bildäck, som håller stråna upprätt och skapar stadga.
En utveckling av tillverkningsmetoden har gett monofibergräs, som kallas den 4:e generationens konstgräs. Det tillverkas i flera fabriker världen över. Skillnaden mellan splitfiber och monofiber är att monofiber ser ut som verkligt gräs där varje grässtrå är synbart. Splitfiber ser ofta mer artificiellt ut.

## Konstgräs för fotbollsplaner

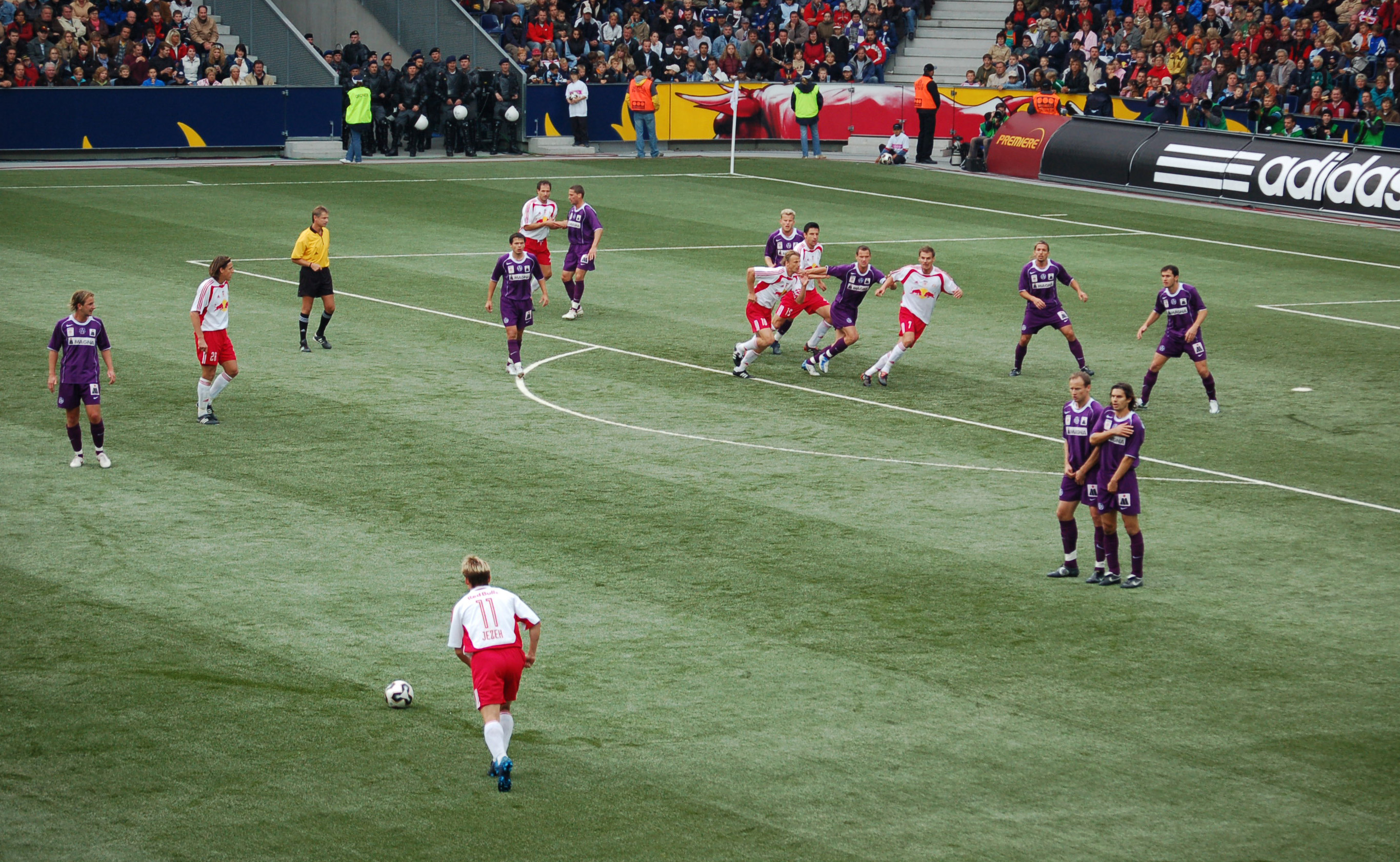
Stadion Wals-Siezenheim i Salzburg i Österrike hade konstgräs 2005.

De internationella fotbollsförbunden Fifa och Uefa var i decennier motvilliga till att tillåta spel på konstgräs. Men med produktutvecklingen av materialet bröts motståndet sakta ned efter millennieskiftet. Från och med säsongen 2005–2006 tillåter Uefa tävlingsmatcher på konstgräsplaner, om dessa uppfyller bestämda kriterier. Luzjnikistadion i Moskva blev historisk med både den första Champions League-matchen på konstgräs, liksom den första kvalmatchen till EM (Ryssland–England 17 oktober 2007). Inför arenans värdskap för finalen i Champions league 2008 krävde dock Uefa en gräsmatta. Uefa anser nämligen att konstgräs ska tillåtas endast som ett alternativ när klimatet utesluter gräs.
I Sverige anlades konstgräs för sport först inomhus. Den första generationens konstgräs blev särskilt populärt på tennisbanor, innan s.k. hardcourt tog över. Med utbyggnaden av medelstora och fullstora hallar för fotboll, kom också konstgräset till den sporten.
Utomhus slog konstgräset igenom i början av 2000-talet, oftast till träningsplaner och för spel i de lägre serierna och korpfotbollen. De första konstgräsarenorna för elitspel utomhus blev Gammliavallen i Umeå, Behrn Arena (Eyravallen) i Örebro, Idrottsparken i Sundsvall, och Borås Arena. IF Elfsborg blev 2006 första klubb på herrsidan med konstgräs på hemmaplan att vinna SM-guld. På damsidan blev Umeå IK första SM-vinnare på konstgräs 2005. Örebro SK var det första lag i Allsvenskan att spela på konstgräs som ordinarie underlag säsongen 2003. GIF Sundsvall blev den andra klubben 2004 (dock spelade GIF Sundsvall två hemmamatcher i Allsvenskan på konstgräs redan 1991, på Västhagens IP, då ordinarie arena byggdes om).

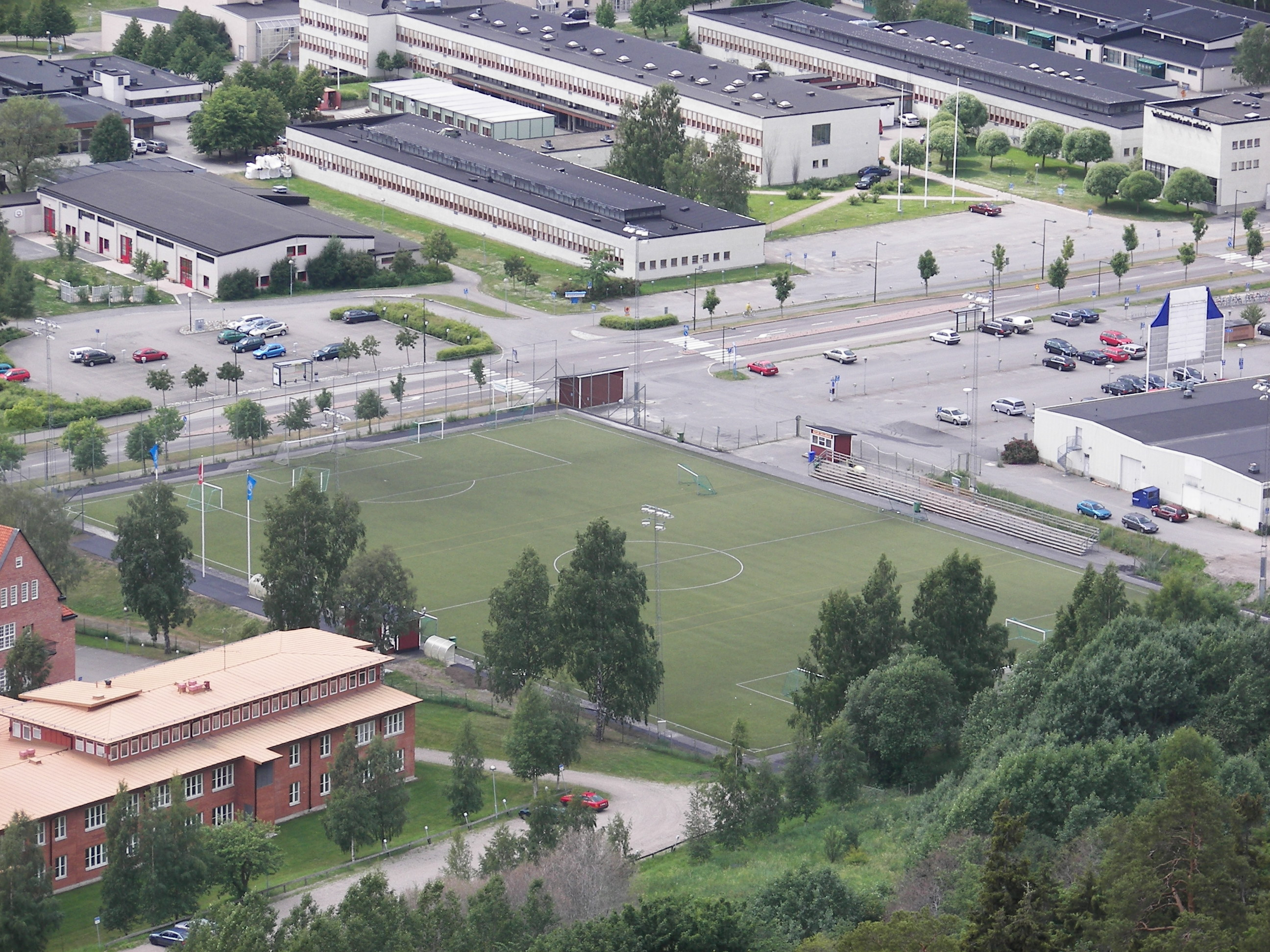
Vy över Västhagens IP där den första allsvenska matchen på konstgräs spelades.

### Kritik mot konstgräs
Förespråkarna av konstgräs framhåller ofta de lägre underhållskostnaderna och den högre nyttjandegraden jämfört med gräs. Medan en gräsmatta måste få tid till återväxt efter en match, kan en konstgräsplan i princip utnyttjas 24 timmar om dygnet. Extra fördelaktigt är det i karga klimat där konstgräset kan utnyttjas under vintertiden, i kontrast till naturgräsplaner som inte kan nyttjas i någon högre grad under vintermånaderna.
Konstgräs på fotbollsplaner har från flera håll kritiserats och spelare har ofta vänt sig mot införandet av konstgräs. De anser att det blir ett annat spel och de yrkar på enhetlig standard i serier, det vill säga att alla lag ska ha naturgräsplaner. Spelare som uttalat sitt motstånd till konstgräs är Henrik Larsson, Håkan Mild och Jeffrey Aubynn. Det har varit diskussioner om ökad skaderisk, utan tydliga bevis varken för eller emot frågan. Samtidigt har allt fler konstgräsplaner anlagts. Föreningar som varit kritiska till konstgräs är bland annat Malmö FF som i augusti 2016 lämnade in en motion till Föreningen Svensk Elitfotboll om att all fotboll på elitnivå i Sverige ska spelas på antingen naturligt gräs eller hybridgräs.
Polypropylen har nyligen upptäckts i såväl blod som lungor hos människor. Hälsoeffekterna är ännu okända, men forskare oroar sig över förekomsten. 

## Konstgräs för golfbanor

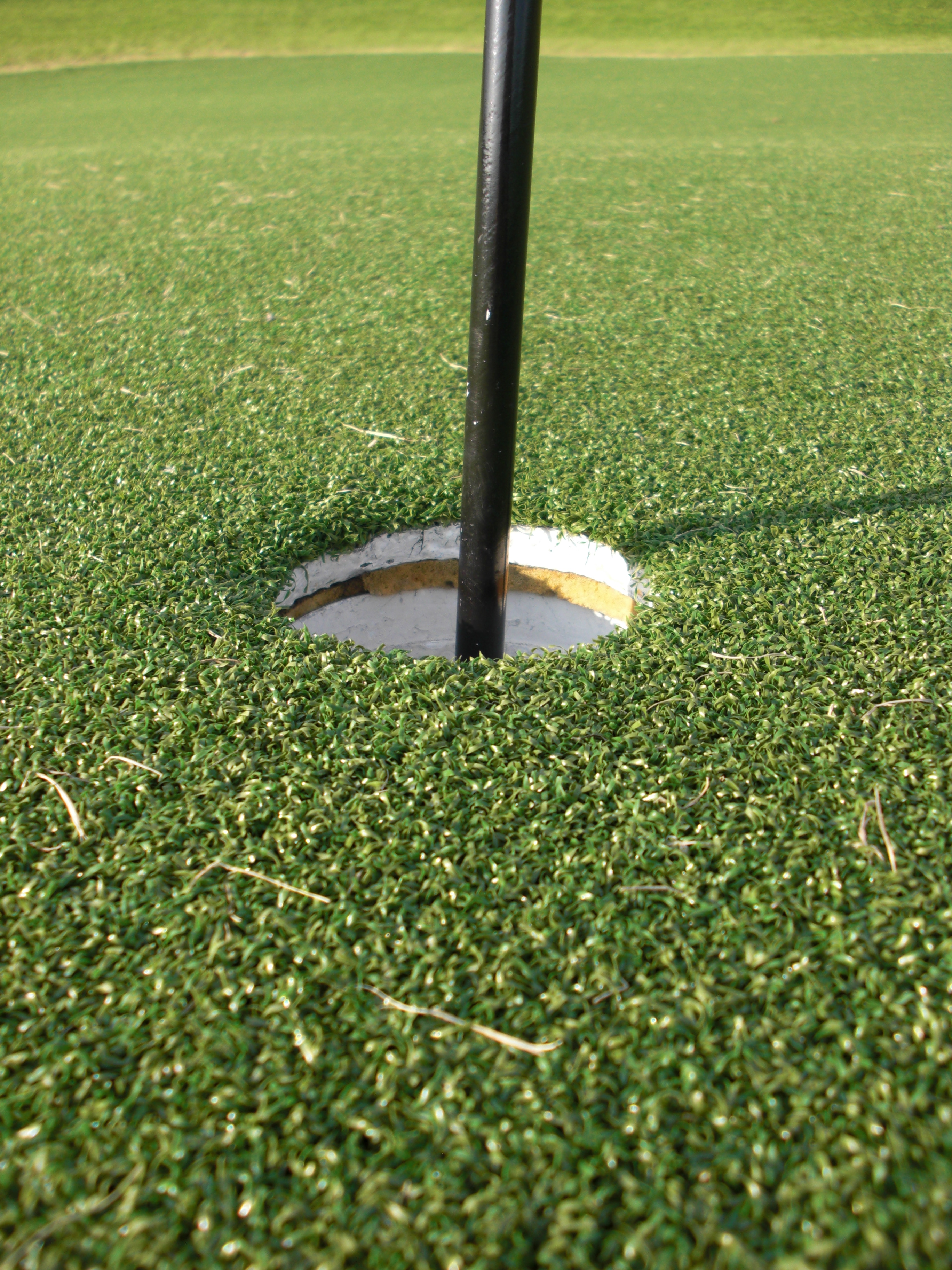
Konstgräsgreen på Oxie GK.

Många golfklubbar och Pay and play-banor i Sverige satsar idag på att anlägga tees med konstgräs för att minska kostnader och skötseltid. En sådan nyanlagd golfbana som investerat i konstgräs är till exempel Rotebro Golf i Sollentuna utanför Stockholm.
Även greener och träningsanläggningar byggs med konstgräs, ett sådant exempel är Oxie GK utanför Malmö som invigdes 2009.
 Svenska golfklubbar med konstgräs.
- Bro-Bålsta GK
- Göteborgs GK (Hovås)
- Ljusterö GK
- Mackmyra GK
- Nacka GK
- Oxie GK
- Rosenkälla GK
- Rotebro Golf
- Saltsjöbadens GK
- Strömsunds GK
- Wittsjö GK

## Konstgräs för landhockeyplaner
Sedan 1970-talet spelas landhockey på alla högre nivåer på konstgräs på de flesta håll i västvärlden. Detta sägs vara en orsak till att fattigare länder som Indien och Pakistan, vilka inte har råd att i samma utsträckning som rikare länder anlägga konstgräsplaner, förlorat mycket av den dominans man tidigare hade.

### Fotnoter
1. ↑  ”Konstgräs”. Svenska Fotbollförbundet. https://aktiva.svenskfotboll.se/forening/anlaggningar/konstgras/. Läst 30 december 2021.
2. ↑  ”Uefa godkänner konstgräs”. SVT Nyheter. https://www.svt.se/sport/artikel/uefa-godkanner-konstgras. Läst 30 december 2021.
3. ↑  ”Lera, plast och gräs: fotbollsplanens evolution” (på Engelska). Uefa. https://www.uefa.com/insideuefa/about-uefa/news/025c-0f8e775cbd76-a467351b03e2-1000--mud-plastic-and-grass-the-evolution-of-the-football-pitch/. Läst 30 december 2021.
4. ↑  ”England kan halka på konstgräsplanen, varnar Ferguson”. The Independent. Arkiverad från originalet den 12 januari 2008. https://web.archive.org/web/20080112050947/http://sport.independent.co.uk/football/internationals/article3043695.ece. Läst 30 december 2021.
5. ↑  ”GIF Sundsvall historia - 1991”. https://gifsundsvall.se/historia/tidslinje/. Läst 30 december 2021.
6. ↑  ”Larsson avstår Elfsborgsmatchen - ogillar konstgräs”. http://www.eurosport.se/fotboll/allsvenskan/2009/henke-hoppar-boras_sto2098990/story.shtml.
7. ↑  ”MFF föreslår konstgräsförbud”. Skånesport. https://skanesport.se/2016/08/26/mff-foreslar-konstgrasforbud/. Läst 30 december 2021.
8. ↑  ”Microplastics found deep in lungs of living people for first time” (på engelska). the Guardian. 6 april 2022. https://www.theguardian.com/environment/2022/apr/06/microplastics-found-deep-in-lungs-of-living-people-for-first-time. Läst 6 april 2022.